# Кабінет примітивної культури та народної творчості при ВУАН
Кабінет примітивної культури та народної творчості при ВУАН — науково-дослідний підрозділ підсекції історії інтелектуальної культури Науково-дослідної кафедри історії України при ВУАН, що існував протягом 1925—1930 рр.

## Історія
Заснований 3 жовтня 1925 р. для дослідження примітивної (первісної) культури, пережитків українського соціального побуту, обрядовості та фольклору, обстеження «найзаконсервованіших» місцевостей України. Робота кабінету велася разом із Комісією історичної пісенності та Культурно-історичною комісією при ВУАН, що разом із кабінетом створювали Асоціацію культурно-історичного досліду.
Керувала кабінетом К. Грушевська. Співпрацівниками кабінету були Ф. Савченко, Л. Шевченко, К. Копержинський, М. Жуківська, постійними кореспондентами — В. М. Гнатюк, В. Кравченко, Б. Луговський, консультантами — К. Квітка, Г. Житецький, А. Степович.
Кабінет мав протягом 1926—1929 рр. власний друкований орган — «Первісне громадянство та його пережитки на Україні». 
Редактор – К.Грушевська. Публікувалися дослідження й рецензії Т.Гавриленка, П.Глядківського, М.Грушевського, К.Грушевської, К.Квітки, Ф.Колесси, К.Копержинського, В.Г.Кравченка, К.Штепи та ін., а також протоколи засідань Кабінету примітивної культури та народної творчості при ВУАН спільно з Культурно-історичною комісією ВУАН і Комісією історичної пісенності.

Виходив 1926–29 (8 книжок, 12 випусків).
Кабінет започаткував заняття з методології примітивної культури, соціології, етнології та фольклору, готував анкети для збирання етнографічних матеріалів, провадив фольклорно-етнографічні експедиції на Полісся, Волинь, південну України.
В лютому 1928 р. на базі кабінету було створено відділ примітивної культури і народної творчості при ВУАН, який проіснував до вересня 1930 р. Припинив свою діяльність одночасно з ліквідацією Науково-дослідної кафедри історії України при ВУАН.